# Puchar Spenglera 2006
80. edycja Puchar Spenglera – rozegrana została w dniach 26–31 grudnia 2006 roku. Wzięło w niej udział pięć zespołów. Mecze rozgrywane były w hali Eisstadion Davos.
Do turnieju oprócz drużyny gospodarzy HC Davos oraz tradycyjnie uczestniczącego Teamu Canada zaproszono trzy drużyny: Mora IK, Chimik Obwód moskiewski oraz Eisbären Berlin. Po zakończeniu fazy grupowej w której każda z drużyn zagrała po cztery spotkania systemem każdy z każdym odbyło się finałowe spotkanie w którym uczestniczyły dwie najlepsze drużyny fazy grupowej.
Obrońcy tytułu mistrzowskiego, hokeiści Mietałłurg Magnitogorsk nie wystąpili w turnieju.

## Faza Grupowa
Tabela
| Zespół                  | M | Z | P | WpD | PpD | G+ | G- | +/- | Pkt |
| ----------------------- | - | - | - | --- | --- | -- | -- | --- | --- |
| Team Canada             | 4 | 3 | 1 | 1   | 0   | 15 | 13 | +2  | 6   |
| HC Davos                | 4 | 2 | 2 | 0   | 1   | 13 | 11 | +2  | 5   |
| Mora IK                 | 4 | 2 | 2 | 0   | 1   | 15 | 9  | +6  | 5   |
| Chimik Obwód moskiewski | 4 | 2 | 2 | 1   | 0   | 9  | 11 | -2  | 4   |
| Eisbären Berlin         | 4 | 1 | 3 | 0   | 0   | 8  | 16 | -8  | 2   |

Wyniki
26 grudnia:
- HC Davos - Eisbären Berlin 4:1

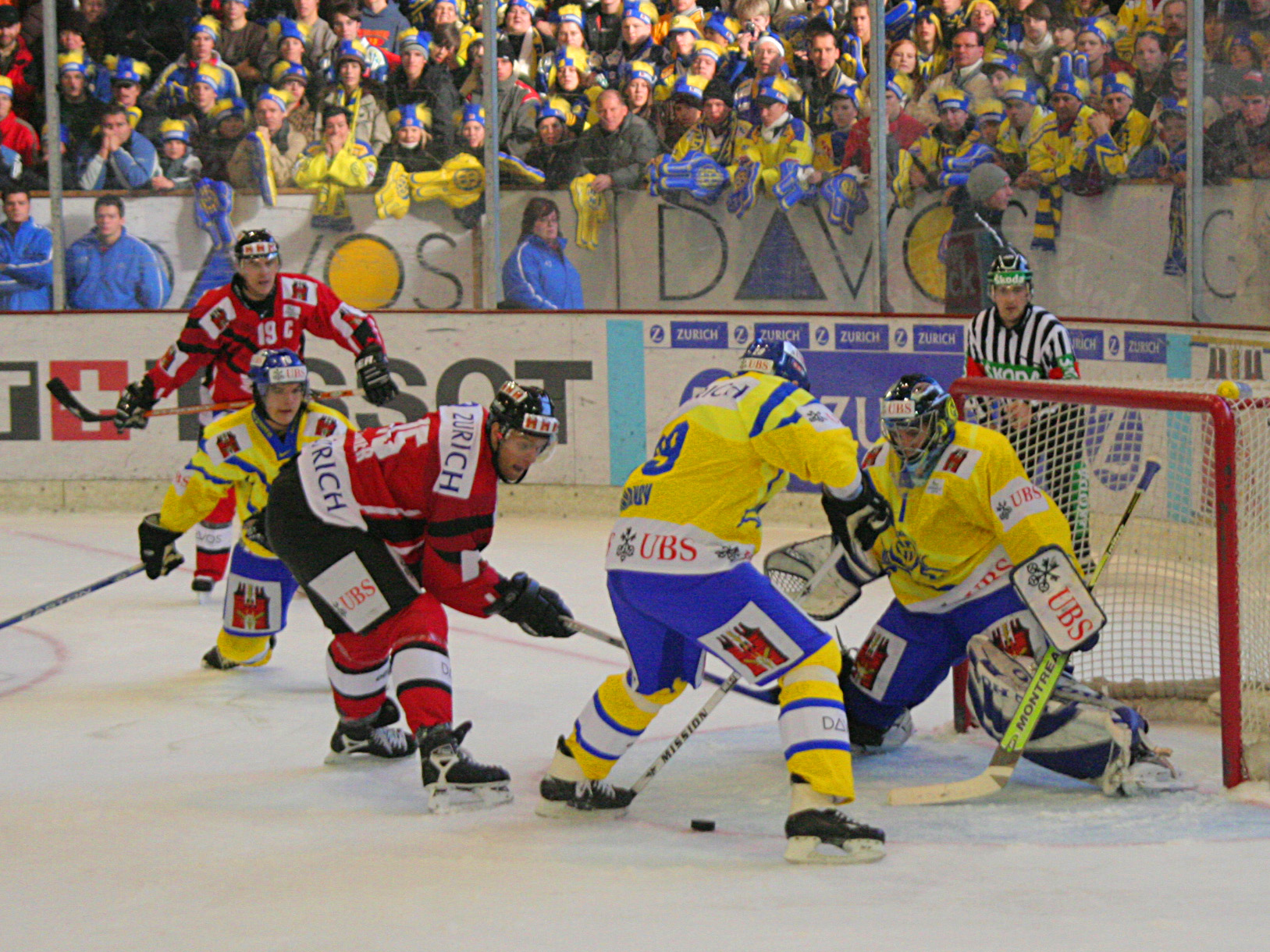
Mecz HC Davos - Team Canada podczas fazy grupowej.

- Team Canada - Mora IK 4:3 po karnych

27 grudnia:
- Mora IK - Chimik Obwód moskiewski 5:0
- HC Davos - Team Canada 3:6

28 grudnia:
- HC Davos - Mora IK 4:1
- Eisbären Berlin - Chimik Obwód moskiewski 4:1

29 grudnia:
- Chimik Obwód moskiewski - Team Canada 5:0
- Mora IK - Eisbären Berlin 6:1

30 grudnia:
- Team Canada - Eisbären Berlin 5:2
- HC Davos - Chimik Obwód moskiewski 2:3 po dogrywce

## Finał
| 31 grudnia 2006 | Team Canada | 2:3 | HC Davos | Vaillant Arena |

|  |  |  |  |  |